# Kona
Kona Bikes jest przedsiębiorstwem rowerowym mającym swoje siedziby w Ferndale w stanie Waszyngton oraz w Vancouver. Specjalizuje się w produkcji wyczynowych rowerów górskich, rowerów wyścigowych oraz touringowych. Nazwa firmy wzięła się z miłości właściciela do miasta Kailua-Kona na Hawajach.

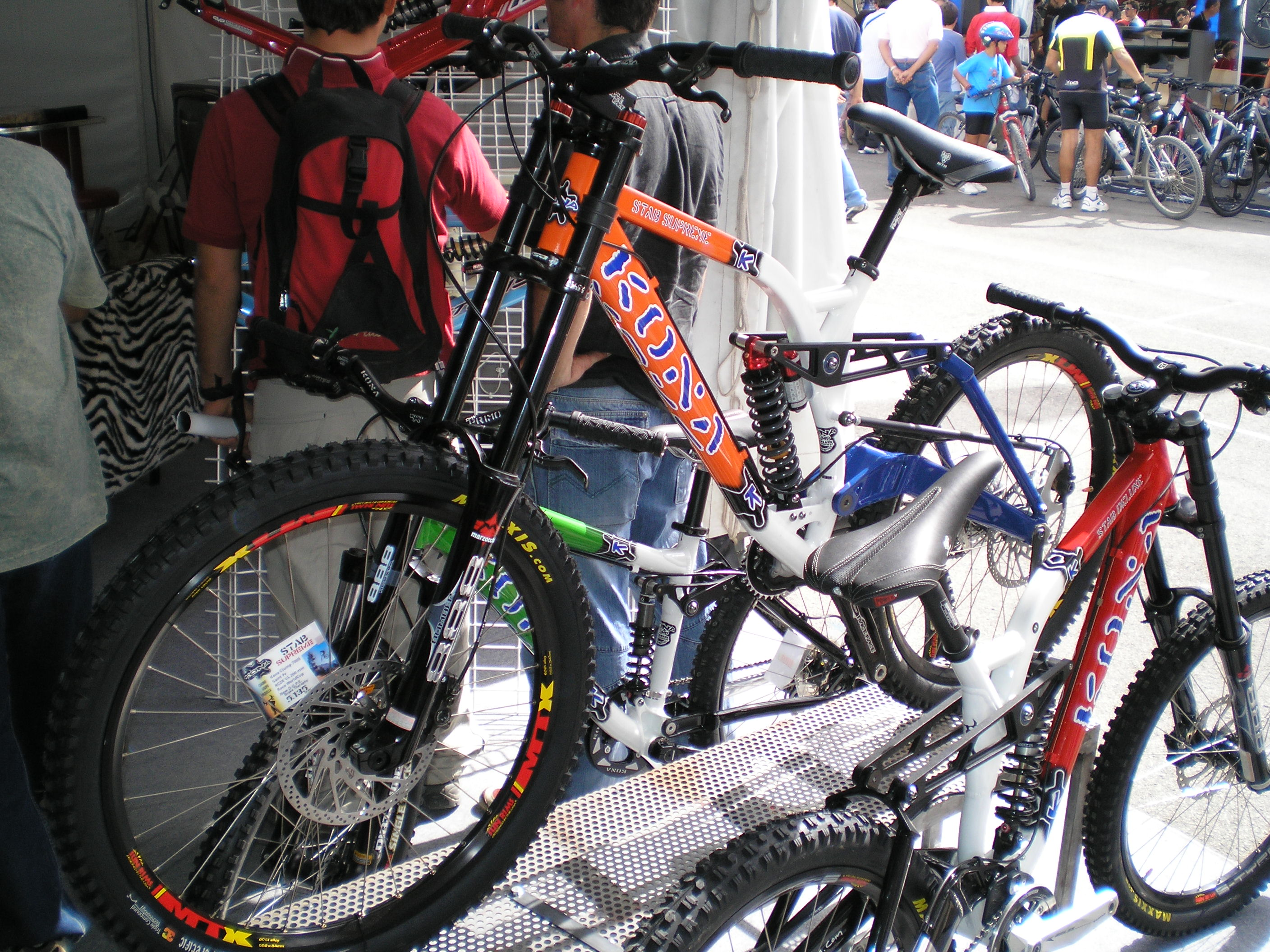
Kona Stab Supreme

Pierwsze nazwy poszczególnych modeli rowerów miały związek z Hawajami oraz z wulkanami, np. "Cinder Cone" (stożek popiołu), "Explosif" (wybuchowy), "Hei Hei" (po hawajsku "wyścig"), "Hahannah" (po hawajsku "gorący"), "Fire Mountain" (ognista góra), "Hot" (gorący), "Lava Dome" (gmach lawy) czy "Kilauea" (hawajski wulkan).
Następne rowery otrzymały zabawne i humorystyczne nazwy np. "Stinky" (śmierdzący) czy "Coiler". Jedne z pierwszych w pełni amortyzowanych rowerów nazywały się "Sex One" i "Sex Two", jednak kiedy do firmy zaczęły napływać skargi, porzucono te nazwy.
Firma została założona w 1988 roku, przez Jacoba Heilbrona, Dana Gerharda i dawnego mistrza MTB Joe Murraya, który od tego czasu przeniósł się do Voodoo Bikes. Heilbron i Gerhard wciąż są właścicielami i szefami firmy.
Na modelu "Kona's Jake the Snake" Anne Knapp i Ryan Trebon wygrali mistrzostwa USA w kolarstwie przełajowym, a Wendy Simms wygrała mistrzostwa Kanady. Model zawodniczy posiada osprzęt Shimano Dura-Ace, natomiast wersja przeznaczona do sprzedaży Shimano 105.